# Zastupitelstvo Karlovarského kraje
Zastupitelstvo Karlovarského kraje je zastupitelstvem kraje, ve kterém dle zákona o krajích (č. 129/2000 Sb.) zasedá 45 zastupitelů. Volební období zastupitelstva je čtyřleté. Zastupitelstvo se schází podle potřeby, minimálně však jednou za tři měsíce. Zastupitelstvo volí devítičlennou krajskou radu.

## Rada Karlovarského kraje 2020–2024
| Portfej              | Člen rady           | Strana       | Kompetence                        |
| -------------------- | ------------------- | ------------ | --------------------------------- |
| Hejtman              | Petr Kulhánek       | STAN/KOA     | finance a zdravotnictví           |
| 1. náměstek hejtmana | Karel Jakobec       | ODS          | životní prostředí                 |
| Náměstek hejtmana    | Dalibor Blažek      | MÍSTNÍ HNHRM | investice a správa majetku        |
| Náměstek hejtmana    | Vojtěch Franta      | Piráti       | cestovní ruch a IT                |
| Člen rady            | Jindřich Čermák     | Piráti       | školství a sport                  |
| Členka rady          | Oľga Haláková       | KDU-ČSL      | kultura                           |
| Člen rady            | Vít Hromádko        | SNK 1 - SNK  | zemědělství a venkov              |
| Člen rady            | Robert Pisár        | STAN         | sociální věci                     |
| Člen rady            | Patrik Pizinger     | MÍSTNÍ HNHRM | místní rozvoj                     |
| Člen rady            | Pavel Čekan         | MÍSTNÍ HNHRM | předseda Výboru pro místní rozvoj |
| Člen rady            | Jan Bureš           | ODS          | doprava a silniční hospodářství   |
| Člen rady            | Markéta Monsportová | Piráti       | předsedkyně Výboru pro menšiny    |

## Složení zastupitelstva 2020–2024
Koalice vznikla jako zcela poslední ze všech krajů po složitých jednáních. Hejtmanem se stal Petr Kulhánek z KOA, zvolený za STAN. Novou koalici tvoří zástupci STAN a TOP 09, Pirátů, ODS a KDU-ČSL, SNK 1 - SNK (dříve SNK1), MÍSTNÍ HNHRM (dříve HNHRM) a VOK.

### Výsledky voleb v roce 2020
| Strany a koalice | Strany a koalice                                                                                  | Výsledek (procenta/PM)   | Trend | Volební lídr                       |
| ---------------- | ------------------------------------------------------------------------------------------------- | ------------------------ | ----- | ---------------------------------- |
|                  | ANO 2011                                                                                          | 24,79 % / 13 zastupitelů | ▬+0   | Petr Kubis (ANO)                   |
|                  | STAN – Starostové a nezávislí společně s KOA, VPM Cheb a TOP 09 - Starostové a nezávislí - TOP 09 | 14,66 % / 8 zastupitelů  | ▲+3   | Petr Kulhánek (KOA)                |
|                  | Česká pirátská strana                                                                             | 11,56 % / 6 zastupitelé  | ▲+3   | Josef Janů (Piráti)                |
|                  | Koalice ODS a KDU-ČSL s podporou Soukromníků - Občanská demokratická strana - KDU-ČSL             | 7,35 % / 4 zastupitelé   | ▬+0   | Karel Jakobec (ODS)                |
|                  | Místní hnutí nezávislých za harmonický rozvoj obcí a měst                                         | 7,29 % / 4 zastupitelé   | ▲+1   | Patrik Pizinger (HNHRM)            |
|                  | Svoboda a přímá demokracie                                                                        | 7,25 % / 4 zastupitelé   | ▲+1   | Karla Maříková (SPD)               |
|                  | VOK – Volba pro kraj s podporou hnutí Karlovaráci - Karlovaráci - Volba pro kraj                  | 6,51 % / 3 zastupitelé   | ▲+3   | Josef März (KVC)                   |
|                  | Sdružení nezávislých kandidátů 1 – Starostové našeho kraje                                        | 5,45 % / 3 zastupitelé   | ▲+3   | Markéta Sinkulová Moravcová (SNK1) |

## Složení zastupitelstva 2016–2020
Koalici v Radě kraje tvořili ANO, HNHRM, ODS, Piráti a SPO (dohromady 24 zastupitelů v zastupitelstvu). Hejtmankou Karlovarského kraje se v tomto volebním období stala Jana Mračková Vildumetzová, která kandidovala za ANO. Od ledna 2020 ji pak vystřídal její stranický kolega Petr Kubis.

### Výsledky voleb v roce 2016
| Strany a koalice | Strany a koalice | Výsledek (procenta/PM)   | Trend | Volební lídr            |
| ---------------- | --- | ------------------------ | ----- | ----------------------- |
|                  | ANO 2011 | 22,91 % / 13 zastupitelů | ▲+13  | Jana Vildumetzová (ANO) |
|                  | Česká strana sociálně demokratická | 13,91 % / 8 zastupitelů  | ▼-5   | Martin Havel (ČSSD)     |
|                  | Komunistická strana Čech a Moravy | 11,50 % / 6 zastupitelů  | ▼-8   | Eva Valjentová (KSČM)   |
|                  | STAROSTOVÉ A NEZÁVISLÍ (STAN) s podporou KOA, KDU-ČSL a TOP 09 - Starostové a nezávislí - Karlovarská občanská alternativa - Křesťanská a demokratická unie – Československá strana lidová - TOP 09 | 10,09 % / 5 zastupitelů  | ▲+5   | Petr Kulhánek (KOA)     |
|                  | Občanská demokratická strana | 7,59 % / 4 zastupitelé   | ▼-1   | Karel Jakobec (ODS)     |
|                  | Hnutí nezávislých za harmonický rozvoj obcí a měst | 6,40 % / 3 zastupitelé   | ▼-2   | Patrik Pizinger (HNHRM) |
|                  | Koalice Svoboda a přímá demokracie – Tomio Okamura (SPD) a Strana Práv Občanů - Svoboda a přímá demokracie - Strana Práv Občanů                                                                     | 5,52 % / 3 zastupitelé   | ▲+3   | Jaroslav Bradáč (SPO)   |
|                  | Česká pirátská strana | 5,46 % / 3 zastupitelé   | ▲+3   | Josef Janů (Piráti)     |

## Složení zastupitelstva 2012–2016
Volby vyhrála KSČM, která porazila druhou ČSSD o pouhých 178 hlasů. KSČM složila krajskou radu společně se ČSSD, ale místo hejtmana připadlo ČSSD. Stal se jím opět Josef Novotný. Volební účast byla 32 %. Koalice se v roce 2015 rozpadla a vznikla široká koalice stran vyjma KSČM (tj. ČSSD, ODS, TOP 09, HNHRM a Alternativa)

### Výsledky voleb v roce 2012
| Strany a koalice | Strany a koalice                                     | Výsledek (procenta/PM)   | Trend |
| ---------------- | ---------------------------------------------------- | ------------------------ | ----- |
|                  | Komunistická strana Čech a Moravy                    | 22,98 % / 14 zastupitelů | ▲+6   |
|                  | Česká strana sociálně demokratická                   | 22,73 % / 13 zastupitelů | ▼-3   |
|                  | Občanská demokratická strana                         | 9,79 % / 5 zastupitelů   | ▼-4   |
|                  | Hnutí nezávislých za harmonický rozvoj obcí a měst   | 9,09 % / 5 zastupitelů   | ▲+5   |
|                  | TOP 09 a Starostové a nezávislí pro Karlovarský kraj | 7,38 % / 4 zastupitelé   | ▲+4   |
|                  | Alternativa pro kraj                                 | 6,70 % / 4 zastupitelé   | ▼-1   |

## Složení zastupitelstva 2008–2012
Vítězná ČSSD složila krajskou radu s hnutím Doktoři a s podporou KSČM. Hejtmanem se stal Josef Novotný z ČSSD. Volební účast byla 35 %.

### Výsledky voleb v roce 2008
| Strany a koalice | Strany a koalice                               | Výsledek (procenta/PM)   | Trend |
| ---------------- | ---------------------------------------------- | ------------------------ | ----- |
|                  | Česká strana sociálně demokratická             | 31,39 % / 16 zastupitelů | ▲+9   |
|                  | Občanská demokratická strana                   | 18,08 % / 9 zastupitelů  | ▼-12  |
|                  | Komunistická strana Čech a Moravy              | 17,45 % / 8 zastupitelů  | ▼-4   |
|                  | Alternativa pro kraj                           | 9,94 % / 5 zastupitelů   | ▲+5   |
|                  | Doktoři (za uzdravení společnosti)             | 9,56 % / 4 zastupitelé   | ▲+4   |
|                  | Koalice pro Karlovarský kraj (KDU-ČSL a HNHRM) | 5,93 % / 3 zastupitelé   | ▲+1   |

## Složení zastupitelstva 2004–2008
Po volbách pokračovala spolupráce z předchozího volebního období mezi ODS a ČSSD. Hejtmanem zůstal Josef Pavel z ODS. Volební účast byla 25 %.

### Výsledky voleb v roce 2004
| Strany a koalice | Strany a koalice                            | Výsledek (procenta/PM)   | Trend |
| ---------------- | ------------------------------------------- | ------------------------ | ----- |
|                  | Občanská demokratická strana                | 40,25 % / 21 zastupitelů | ▲+6   |
|                  | Komunistická strana Čech a Moravy           | 22,67 % / 12 zastupitelů | +0    |
|                  | Česká strana sociálně demokratická          | 14,97 % / 7 zastupitelů  | ▼-1   |
|                  | SNK Sdružení nezávislých                    | 6,15 % / 3 zastupitelé   | ▲+3   |
|                  | Koalice pro Karlovarský kraj (KDU-ČSL a SZ) | 5,12 % / 2 zastupitelé   | ▼-8   |

## Složení zastupitelstva 2000–2004
Vítězná ODS složila krajskou radu s ČSSD a jedním zastupitelem zvoleným za Čtyřkoalici. Hejtmanem se stal Josef Pavel z ODS. Volební účast v kraji byla 28 %.

### Výsledky voleb v roce 2000
| Strany a koalice | Strany a koalice                   | Výsledek (procenta/PM)   | Trend |
| ---------------- | ---------------------------------- | ------------------------ | ----- |
|                  | Občanská demokratická strana       | 27,82 % / 15 zastupitelů | ▲+15  |
|                  | Komunistická strana Čech a Moravy  | 22,37 % / 12 zastupitelů | ▲+12  |
|                  | Čtyřkoalice                        | 19,10 % / 10 zastupitelů | ▲+10  |
|                  | Česká strana sociálně demokratická | 16,39 % / 8 zastupitelů  | ▲+8   |